# ОШ „Петар Петровић Његош” Велика Обарска
ОШ „Петар Петровић Његош” једна је од основних школа у Бијељини. Налази се у улици Велика Обарска, у насељу Велика Обарска. Име је добила по Петру Петровићу Његошу, српском православном владици црногорског и брдског и поглавару Старе Црне Горе и Брда, једном је од највећих српских песника и филозофа.

## Историјат
Прва основна школа са четири разреда је отворена 1876. године. Године 1921—1923. сеоски учитељ је први пут жена, Катица Штима. По завршетку Другог светског рата народ је оспособио ратом уништену школску зграду. До пре неколико деценија у селу су постојале и радиле четири наменске школске зграде и две у приватним кућама. Нестало је деце, угасило се пет школских зграда, а остала само једна са радом у центру села.
Године 1961. је извршена централизација школа тако да су централној школи у Горњем Црњелову припојене до тада самосталне школе Велика Обарска, Огорелица, Градац, Доње Црњелово, Вруља и Бурум. Након завршеног четворогодишњег школовања ученици из Велике Обарске су настављали своје осмогодишње школовање у ОШ „Драго Тојић Ганго” у Горњем Црњелову. Ситуација се променила 1995. године, од тада у Великој Обарској почиње са радом самостална осмогодишња школа која носи назив „Петар Петровић Његош”. Године 2004. је отворена нова школска зграда са свим елементима савременог и модерног школског објекта, у њој се изводи кабинетска настава. Школа поседује асфалтно игралиште за мали фудбал, кошарку и одбојку. Од 1996. године школа 24. маја слави Дан школе, Дан словенских просветитеља Ћирила и Методија.

## Догађаји
Догађаји основне школе „Петар Петровић Његош”:
- Светосавска академија
- Дан школе
- Дан српског јединства, слободе и националне заставе[4]
- Европски дан чистоће
- Европски дан језика[5]
- Дечија недеља[6]